# NGC 104
NGC 104 (47 Tucanae, Ksi Tucanae, również Sir John Flamsteed) – jasna gromada kulista położona w gwiazdozbiorze Tukana, widoczna nieuzbrojonym okiem w pobliżu Małego Obłoku Magellana. Jej jasność to 3,95m – jest to druga pod względem jasności obserwowanej, po ω Centauri, gromada kulista na ziemskim niebie. Średnica kątowa gromady wynosi 30,9'. Początkowo była uznawana za pojedynczą gwiazdę dzięki czemu została skatalogowana jako 47 Tucanae. W 1751 Nicolas Louis de Lacaille podczas wyprawy na Przylądek Dobrej Nadziei odkrył, że nie jest to gwiazda i skatalogował ją jako mgławicę.
Odległość 47 Tucanae wynosi 14 700 lat świetlnych, a jej rzeczywista średnica to 120 lat świetlnych. Gromada ta jest położona 24,1 tys. lat świetlnych od centrum Galaktyki.
Gromada zawiera kilka milionów gwiazd. Charakteryzuje się wyraźną koncentracją gwiazd w kierunku środka. Centralny rejon gromady jest tak zatłoczony, że gwiazdy często się tam zderzają. Wraz ze starzeniem się gromady starzeją się też jej gwiazdy, jednak 47 Tucanae zawiera pewną liczbę błękitnych maruderów – gwiazd za bardzo niebieskich i za bardzo masywnych jak na członków tej gromady. Astronomowie uważają, że gwiazdy te powstały w wyniku zderzeń gwiazd we wnętrzu gromady.